# Stormsvlei
Stormsvlei è una località abitata sudafricana situata nella municipalità distrettuale di Overberg nella provincia del Capo Occidentale. Il nome, in lingua afrikaans, significherebbe "acquitrino temporalesco".

## Geografia fisica
Stormsvlei è situata sulla sponda destra del fiume Sonderend a circa 17 chilometri a sud di Bonnievale e 50 a nord di Bredasdorp.